# Венера-8
«Венера-8» — автоматична науково-дослідна космічна станція, призначена для дослідження планети Венера.

## Технічна характеристика
- Дата старту 27 березня 1972 року, 7 годин 15 хвилин 6,231 секунди київського часу
- Ракета-носій: «Молнія-М» з розгінним блоком НВЛ
- Маса КА: 1184 кг
- Маса спускного апарата: 495 кг

## Історія створення
Автоматична міжпланетна станція «Венера-8» була створена на Машинобудівному заводі імені С. А. Лавочкіна. В конструкції АМС «Венера-8» було враховано дані, отримані попередніми станціями — «Венера-7». Апарат приземлення станції «Венера-7» розраховувався на тиск 180 атмосфер.
За даними, отриманими станцією «Венера-7», реальний тиск на поверхні планети Венера не перевищує 105 атмосфер, а температура — 500 °C. Ці дані були враховані при проєктуванні апарата приземлення «Венери-8». В нижній частині відсіку товщина стінки була зменшена з 25 до 12 мм, у верхній — з 8,7 до 5,7 мм, що дало можливість знизити вагу апарата спуску на 38,5 кг порівняно з «Венерою-7». Для покращення теплового режиму обладнання із внутрішнього боку титанового корпусу апарата приземлення було встановлено берилієві оболонки — акумулятори тепла, а у вузлах кріплення рами до корпусу відсіку з приладами були вставлені склотекстолітові прокладки.
Оскільки після посадки АП «Венери-7» спостерігалися сильні коливання сигналу, викликані відсутністю фіксації АП на поверхні і відносно вузької діаграми спрямованості антени (±45°), а посадка на освітлений бік викликає перешкоди з радіозв'язком (кут між напрямком на Землю і місцевою вертикаллю склав 30—50°), була доопрацьована антенно-фідерна система. Основна спіральна антена працювала тільки на ділянці зниження, а після посадки з апарата приземлення викидалася додаткова антена. Корпус цієї антени був виготовлений у вигляді плоскої шайби та чотирьох пелюстків, що складаються, так що однієї зі своїх плоских сторін він повинен лежати на поверхні Венери. Це повинно було забезпечити достатньо добру орієнтацію воронкоподібної діаграми спрямованості антени відносно місцевої вертикалі. Після посадки вона викидається з парашутного відсіку. Пелюстки відкриваються і не дозволяють антені стати на ребро. Торці диска є випромінювачами, а встановлений усередині нього гравітаційний перемикач після фіксації антени включає на випромінювання верхню сторону.
З метою визначення освітленості поверхні планети, необхідної для проведення фотографування поверхні планети на апаратах наступного покоління, що спускаються, комплекс наукової апаратури апарата приземлення, був доповнений фотометром ИОВ 72.
З урахуванням нових завдань змінилася балістична схема польоту станції «Венера-8». На відміну від станцій «Венера-4, -5, -6, -7», апарат приземлення повинен був здійснити посадку на денну сторону планети. Орбітальний апарат станції «Венера-8» залишився без змін.

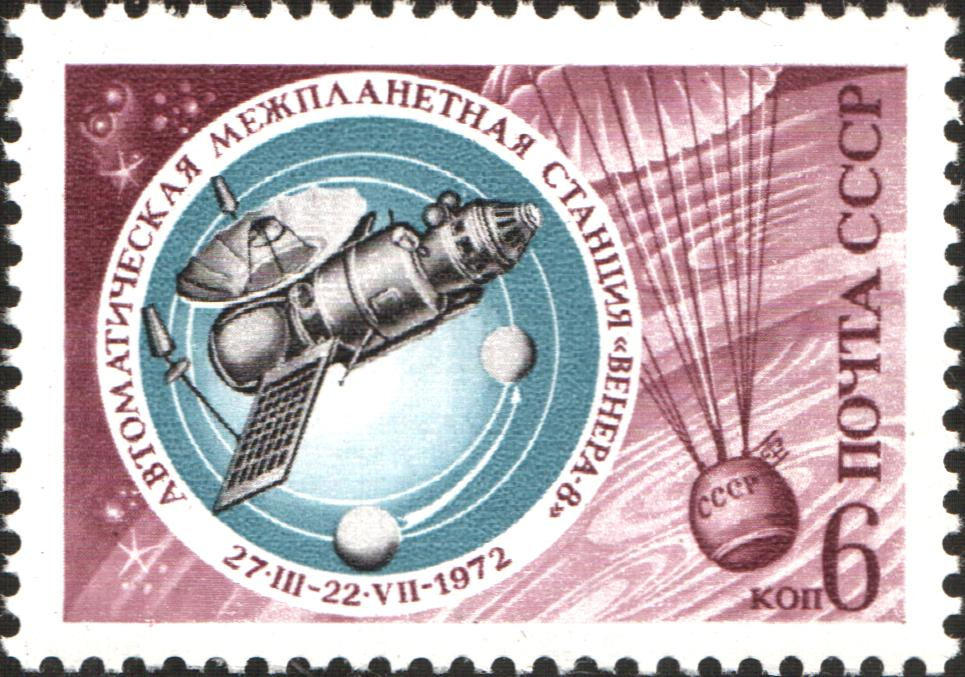
Поштова марка СРСР. 1972. Венера-8

## Мета експедиції
Метою запуску автоматичної станції «Венера-8» була доставка апарата приземлення на поверхню планети Венера.
Як завжди, планувався одночасний політ двох аналогічних по конструкції АМС до Венери. Запуск другої станції був здійснений через чотири доби після «Венери-8» — 31 березня 1972 року о 7 годині 2 хвилин 33 секунд (за київським часом). Перші три ступені ракети-носія відпрацювали в штатному режимі і АМС була виведена на навколоземну орбіту. Проте вивести станцію на орбіту польоту до планети Венера не вдалося через несправність двигуна розгінного блоку. АМС залишилася на навколоземній орбіті. У той час в Радянському Союзі було не прийнято повідомляти про невдалі космічні запуски. Тому АМС, що залишилася на навколоземній орбіті, була названа «Космос-482».

## Склад наукової апаратури

### Орбітальний апарат
- Прилад КС-18-4М для вивчення потоків космічних частинок

### Апарат приземлення
- Гама-спектрометр ГС-4 для визначення типу порід поверхні планети
- Прилад ИАВ-72 для вимірів вмісту аміаку в атмосфері
- Фотометр ИОВ-72 для визначення освітленості на поверхні планети
- Комплект ИТД для визначення температури і тиску атмосфери
- Прилад ДОУ-1М для вимірювання максимального прискорення на ділянці гальмування АП

## Перебіг космічної експедиції
«Венера-8» було запущено з космодрому Байконур 27 березня 1972 року.
6 квітня 1972 року була проведена корекція траєкторії польоту станції.
22 липня 1972 року, через 117 діб після старту, станція «Венера-8» досягла околиць планети Венера. Об 11 годині 37 хвилин апарат приземлення увійшов до атмосфери Венери. Під час аеродинамічного гальмування швидкість апарата приземлення відносно планети зменшилася з 11,6 км/с до 250 м/с. При цьому максимальні перевантаження досягали 335 g.
Парашут гальмування апарата приземлення був введений у дію на висоті 55 км над поверхнею планети.
Спуск на парашуті тривав 55 хвилин. Апарат приземлення приземлився о 12 годині 32 хвилини в точці з координатами 10,7° південної широти і 335,25° східної довготи. Посадка відбулася на освітленій стороні на відстані 500 км від ранкового термінатора. Швидкість апарата приземлення під час торкання поверхні склала 8,3 м/с. Телеметрична інформація передавалася впродовж усього спуску і впродовж 50 хвилин після посадки.
Були отримані наступні параметри довкілля на поверхні планети Венера: температура — 470±8 °C, тиск — 90±1,5 атмосфер. Ці значення підтвердили дані, отримані попередньою станцією, «Венера-7». Освітленість на поверхні при куті Сонця 5,5° становить 350±150 люкс, що приблизно відповідає освітленості на Землі в похмурий день. За розрахунками, освітленість на поверхні Венери при Сонці в зеніті складе 1000—3000 люкс (приблизно на порядок менше, ніж на Землі в ясний сонячний день у тіні). Виміри освітленості показали, що нижній шар хмар знаходиться досить високо над поверхнею, і атмосфера досить прозора нижче хмар, так що на поверхні Венери можливе фотографування.
Під час спуску на висотах 33 і 46 км за допомогою приладу ИАВ-72 були проведені виміри вмісту аміаку в атмосфері Венери. Об'ємний вміст аміаку перебуває в межах 0,01—0,1 %.
Проводилися також виміри радіальної складової швидкості по доплерівській зміні сигналу. По її змінах проведені оцінки швидкості вітру в атмосфері Венери: 50—60 м/с на висоті 50 км і 0—2 м/с на висотах 0—11 км. Виміри свідчать про наявність широтного вітру, спрямованого від термінатора на денну сторону, тобто у напрямі власного обертання планети.
За вимірами потужності відбитих від поверхні радіохвиль, що випромінювалися бортовим радіовисотоміром, отримані оцінки діелектричної проникності і щільності ґрунту. Результати вимірів дозволяють зробити висновок, що в районі місця посадки АП поверхневий шар планети є досить рихлим, із щільністю ґрунту 1,4 г/см3.
З допомогою гамма-спектрометра, що реєстрував інтенсивність і спектральний склад природного гамма-випромінювання, були проведені перші визначення характеру порід планети Венера за вмістом у них природних радіоактивних елементів (калію, урану, торію), як на етапі спуску, так і після посадки. За вмістом радіоактивних елементів і за їх співвідношенням венеріанський ґрунт нагадує земні гранітні породи.
Програма космічної експедиції станції «Венера-8» була виконана повністю.